# Riding High
Riding High (br: Nada Além de Um Desejo) é um filme norte-americano de 1950 do gênero "Comédia Romântica" dirigido por Frank Capra. Oliver Hardy faz uma participação especial não creditada como um apostador em corridas de cavalos. O filme é uma refilmagem de Broadway Bill, dirigido pelo próprio Capra em 1934.

## Sinopse
Homem sonha em dedicar-se às corridas de cavalo, e para isso quer abandonar o cargo na empresa do futuro sogro. Só a irmã de sua noiva põe fé nessa loucura.

## Elenco principal
- Bing Crosby       ...  Dan Brooks
- Coleen Gray       ...  Alice Higgins
- Charles Bickford  ...  J.L. Higgins
- Frances Gifford   ...  Margaret Higgins
- William Demarest  ...  Happy
- Harry Davenport ... Johnson